# George Marshall (Regisseur)

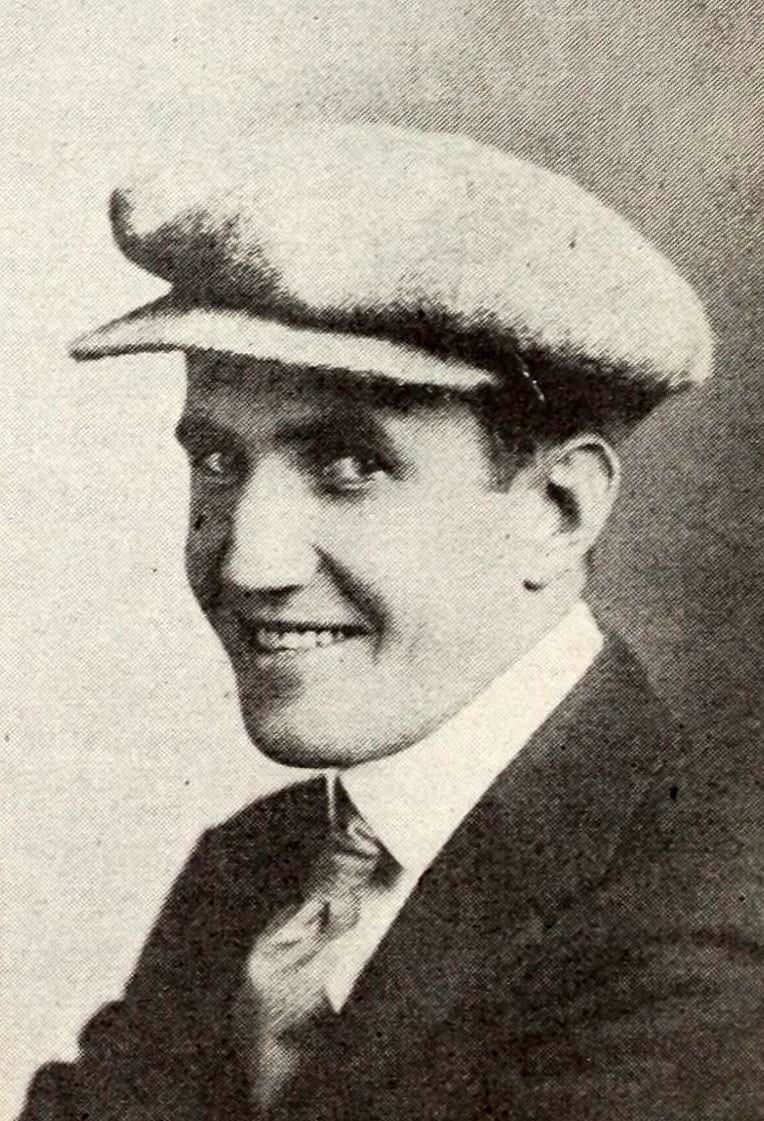
George Marshall (1921)

George E. Marshall (* 29. Dezember 1891 in Chicago, Illinois; † 17. Februar 1975 in Los Angeles, Kalifornien) war ein US-amerikanischer Filmregisseur, Drehbuchautor, Filmproduzent und Filmschauspieler. Seine lange Filmkarriere erstreckte sich über mehr als 60 Jahre. Von 1948 bis 1950 war er Präsident der Directors Guild of America.

## Leben
George Marshall kam mit 20 Jahren als Statist und Gagschreiber zum Stummfilm, nachdem er von der Universität seiner Heimatstadt Chicago verwiesen worden war. Ab 1916 arbeitete er regelmäßig als Regisseur, hauptsächlich von Western sowie bis in die frühe Tonfilmzeit von komödiantischen Kurzfilmen. Mit Stan Laurel und Oliver Hardy drehte er 1932 zwei Kurzfilme sowie den Langfilm Die Teufelsbrüder, in dem Marshall neben der Regie auch eine Nebenrolle als messerschwingender Regimentskoch übernahm. Später war er Regisseur diverser Komödien mit Bob Hope, W. C. Fields sowie Dean Martin und Jerry Lewis. Marshall erwarb sich einen Ruf als „profilierter und verlässlicher Handwerker“, der in allen Genres zu Hause war.
Zu seinen bekanntesten Werken gehört die Westernkomödie Der große Bluff (1939) mit James Stewart als jungem Sheriff und Marlene Dietrich als verruchter Barsängerin. Mit dem renommierten Film noir Die blaue Dahlie (1946), in dem Alan Ladd und Veronica Lake die Hauptrollen bekleideten, bewies Marshall aber auch, dass er ebenfalls Stoffe von düsterer Tonart inszenieren konnte. Gemeinsam mit John Ford und Henry Hathaway führte er 1962 beim Westernepos Das war der Wilde Westen Regie, wobei Marshall für die Eisenbahnszenen verantwortlich war. Noch im hohen Alter führte er für Fernsehproduktionen Regie, so zum Beispiel Anfang der 1970er-Jahre für Folgen der Serie Männerwirtschaft mit Tony Randall und Jack Klugman.
Marshall starb im Alter von 83 Jahren an einer Lungenentzündung und wurde auf dem Holy Cross Cemetery in Culver City, Kalifornien, bestattet. Für seine Filmarbeit erhielt er einen Stern auf dem Hollywood Walk of Fame.

## Filmografie (Auswahl)
- 1932: Laurel und Hardy: Die Teufelsbrüder (Pack Up Your Troubles)
- 1932: Laurel und Hardy: Frischer Fisch (Towed in a Hole; Kurzfilm)
- 1932: Laurel und Hardy: Their First Mistake
- 1934: Ever Since Eve
- 1934: Wild Gold
- 1934: She Learned About Sailors
- 1934: 365 Nights in Hollywood
- 1935: Life Begins at 40
- 1935: $10 Raise
- 1935: Music Is Magic
- 1935: In Old Kentucky
- 1935: Zeig’ kein Erbarmen! (Show Them No Mercy!)
- 1936: A Message to Garcia
- 1936: The Crime of Dr. Forbes
- 1936: Can This Be Dixie
- 1937: Nancy Steele Is Missing
- 1937: Love Under Fire
- 1938: The Goldwyn Follies
- 1938: Battle of Broadway
- 1938: Hold That Co-ed
- 1939: Ehrlich währt am längsten (You Can’t Cheat an Honest Man)
- 1939: Der große Bluff (Destry Rides Again )
- 1940: The Ghost Breakers
- 1940: Die Bande der Fünf (When the Daltons Rode)
- 1941: Pot o’ Gold
- 1941: Flucht nach Texas (Texas)
- 1942: Tal des Todes (Valley of the Sun)
- 1942: Star Spangled Rhythm
- 1942: Lodernde Flammen (The Forest Rangers)
- 1943: Riding High
- 1943: True to Life
- 1944: And the Angels Sing
- 1945: Murder, He Says
- 1945: Incendiary Blonde
- 1945: Der Dieb und die Blonde  (Hold That Blonde)
- 1946: Die blaue Dahlie (The Blue Dahlia)
- 1946: Mit Pinsel und Degen (Monsieur Beaucaire)
- 1947: Pauline, lass das Küssen sein (The Perils of Pauline)
- 1947: Mädchen für Hollywood (Variety Girl)
- 1948: Hazard
- 1948: Tal der Leidenschaften (Tap Roots)
- 1949: My Friend Irma
- 1950: Herz in der Hose (Fancy Pants)
- 1950: Never a Dull Moment
- 1951: A Millionaire for Christy
- 1952: Der weiße Sohn der Sioux (The Savage)
- 1952: Eintritt verboten (Off Limits)
- 1953: Starr vor Angst (Scared Stiff )
- 1953: Houdini, der König des Varieté (Houdini)
- 1953: Der tollkühne Jockey (Money from Home )
- 1954: Red Garters
- 1954: Duell im Dschungel (Duel in the Jungle)
- 1954: Destry räumt auf (Destry)
- 1955: Das gibt es nur in Kansas (The Second Greatest Sex)
- 1956: Dem Tode entronnen (Pillars of the Sky)
- 1956: Jenseits Mombasa (Beyond Mombasa)
- 1957: Das Fort der mutigen Frauen (The Guns of Fort Petticoat)
- 1957: Der Regimentstrottel (The Sad Sack)
- 1958: In Colorado ist der Teufel los (The Sheepman)
- 1958: Imitation General
- 1959: Engel unter Sündern (The Mating Game)
- 1959: Eine tolle Nummer (It Started with a Kiss)
- 1959: Die Nervensäge (The Gazebo)
- 1961: Ein Haus in Yokoshimi (Cry for Happy)
- 1961: Rendezvous in Madrid (The Happy Thieves)
- 1962: Das war der Wilde Westen (How the West Was Won) (eine Episode)
- 1963: Papa’s Delicate Condition
- 1964: Die teuflische Intrige (L’intrigo)
- 1964: Helden ohne Hosen (Advance to the Rear)
- 1966: Völlig falsch verbunden (Boy, Did I Get a Wrong Number)
- 1967: Acht gehen türmen (Eight on the Lam)
- 1968: The Wicked Dreams of Paula Schultz
- 1969: Jerry, der Herzpatient (Hook, Line and Sinker)